# P.T.
P.T. (скорочення від англ. playable teaser — «ігровий тизер») — відеогра в жанрі психологічного горору від першої особи, розроблена Kojima Productions під псевдонімом «7780s Studio» і видана Konami. Керівником і головним дизайнером гри став Хідео Коджіма, працюючи в співпраці з кінорежисером Ґільєрмо дель Торо.
Гра вийшла в PlayStation Network 12 серпня 2014 року для PlayStation 4 і була доступна безкоштовно. P.T. слугувала в основному як інтерактивний тизер для гри Silent Hills — скасованої частини в серії Silent Hill. Після скасування Konami видалила P.T. з PlayStation Store і прибрала можливість перевстановити гру. Це рішення було розкритиковане в ігровому ком'юніті, а деякі фанати навіть створили свої власні ремейки гри.
P.T. отримала визнання критиків за режисуру, якість графіки, повноту сюжету та напружений ігровий процес, проте головоломки в грі отримали неоднозначні відгуки.